# Зграда Старе болнице у Ваљеву
Ваљевска окружна цивилна болница је основана 1867. године и тада је била смештена у изнајмљеној приватној кући трговца Андоновића, у центру града, у новој чаршији, што је било привремено решење, до изградње наменски грађених објеката.
1885. године је довршена градња наменских објеката, на тадашњој периферији Ваљева, на почетку пута ка Шапцу. Тада су саграђене три зграде: управна административна зграда и два болесничка павиљона, женски и муушки, односно северни и јужни. Двадесетдве године касније, 1907, западно од ових објекат, саграђен је и трећи, хируршки павиљон. Он је подигнута према пројекту архитекте Јована Илкића, за оно време, савремено осмишљена грађевина специфичне намене.
Све зграде су биле приземне грађевине, павиљонског типа, издужене правоугаоне основе.
За време Првог светског рата овај комплекс је био једна од бројних болница Ваљева - града болнице (укупно 8, две сталне и 6 резервних, смештене у више од 30 различитих објеката).
Данас се у хируршком павиљону налаѕи депо Историјског архива Ваљево, док се управна зграда и јужни павиљон налаѕе у функцији војног санитета гарниѕона Ваљево. Северни павиљон је порушен приликом изградње новог војног стационара.